# Subpelignus
Subpelignus is een vliegengeslacht uit de familie van de oevervliegen (Ephydridae).

## Soorten
- S. hortobagyensis Papp, 1983